# 4859 Fraknoi
4859 Fraknoi este un asteroid din centura principală, descoperit pe 7 octombrie 1986 de Edward Bowell.